# Wahlen 1884
◄◄ | ◄ | 1880 | 1881 | 1882 | 1883 | Wahlen 1884 | 1885 | 1886 | 1887 | 1888 | ► | ►►

Weitere Ereignisse
Die Liste der Wahlen 1884 umfasst Parlamentswahlen, Präsidentschaftswahlen, Referenden und sonstige Abstimmungen auf nationaler und subnationaler Ebene, die im Jahr 1884 weltweit abgehalten wurden.
Das damalige Wahlrecht entsprach typischerweise nicht den Wahlrechtsgrundsätzen der direkten, geheimen und gleichen Wahl. Zeittypisch waren oft nur kleine Teile der Bevölkerung wahlberechtigt, ein Frauenwahlrecht gab es nur eingeschränkt.

## Termine
| Land               | Datum          | Link zur Wahl 1884                                  | Link zur letzten Wahl | Bemerkung                                                       |
| ------------------ | -------------- | --------------------------------------------------- | --------------------- | --------------------------------------------------------------- |
| Österreich-Ungarn  | 13.–22. Juni   | Parlamentswahl in Ungarn                            | 1881                  |                                                                 |
| Schweiz            | 26. Okt.       | Schweizer Parlamentswahlen                          | 1881                  |                                                                 |
| Deutsches Reich    | 28. Okt.       | Reichstagswahl                                      | 1881                  |                                                                 |
| Deutsches Reich    | 3. und 4. Nov. | Landtagswahl in Lippe                               | 1880                  |                                                                 |
| Vereinigte Staaten | 4. Nov.        | Wahl zum Repräsentantenhaus der Vereinigten Staaten | 1882                  | In fünf Bundesstaaten bereits zwischen dem 2. Juni und 14. Okt. |